# Peter Schweda
Peter Schweda (* 22. November 1990 in Wien) ist ein ehemaliger österreichischer Eishockeyspieler und derzeitiger -trainer. Seit 2017 ist er Assistenztrainer der zweiten Mannschaft der Vienna Capitals. Zuvor war er Sportlicher Leiter des Nachwuchses.

## Karriere
Peter Schweda begann seine Karriere bei den Wiener Eislöwen. Über das EHC Team Wien kam er zu den Vienna Capitals. Nach andauerndem Wechseln zwischen U20- und Kampfmannschaft beendete Schweda seine Karriere im Sommer 2014 und wechselte in den Trainerstab der Vienna Capitals.

## Karrierestatistik
(Legende zur Spielerstatistik: Sp oder GP = absolvierte Spiele; T oder G = erzielte Tore; V oder A = erzielte Assists; Pkt oder Pts = erzielte Scorerpunkte; SM oder PIM = erhaltene Strafminuten; +/− = Plus/Minus-Bilanz; PP = erzielte Überzahltore; SH = erzielte Unterzahltore; GW = erzielte Siegtore; 1 Play-downs/Relegation; Kursiv: Statistik nicht vollständig)